# مقتل غابي بتيتو
غابرييل فينورا بيتيتو (19 مارس 1999  - 27-30 أغسطس 2021) امرأة أمريكية قُتلت أثناء سفرها في رحلة برية في شاحنة معدلة عبر الولايات المتحدة مع خطيبها بريان لوندري . بدأت الرحلة في 2 يوليو 2021، وكان من المقرر أن تستمر الرحلة لأربعة أشهر، عندما اختفت بيتيتو في أواخر أغسطس. وبعد اختفائها، أثار لوندري الشكوك عندما قاد شاحنة بيتيتو من وايومنغ عائداً إلى منزل والديه في فلوريدا رافضًا الحديث عن مكان بيتيتو. اكتسبت القضية اهتمامًا وطنيًا بسبب نشاطهم على وسائل التواصل الاجتماعي، ولقطات فيديو لكاميرات أفراد الشرطة ، وتسجيلات مكالمات الطوارئ 9-1-1 ، وحسابات شهود العيان.
واعتبر لوندري مشتبهًا به في القضية وصدرت بحقه مذكرة توقيف بتهمة إجراء عمليات السحب باستخدام بطاقة ائتمانية لشخص آخر. غادر منزله في نورث بورت ، فلوريدا في 13 سبتمبر وأبلغ عن فقدانه في 17 سبتمبر.
في 19 سبتمبر 2021، عثر على رفات بيتيتو في غابة بريدجر تيتون الوطنية في وايومنغ. وأظهر تشريح الجثة إلى أنها قتلت خنقًا باليد.
وبعد شهر من التكهنات حول مكان لوندري وبحث موسع للمنطقة المحيطة بمنزله في فلوريدا، أكتشفت بقايا هيكله العظمي في منتزه ميكاهاتشي كريك البيئي في 20 أكتوبر. ولم يحدد سبب وفاته، حيث لم يثبت التشريح سبب وفاته.

## غابي بيتيتو
ولدت بيتيتو ونشأ في بلو بوينت ، نيويورك. كانت الأكبر بين ستة أشقاء ونصف أشقاء. في عام 2013، ظهرت هي وإخوتها في مقطع فيديو موسيقي، لرفع مستوى الوعي بشأن العنف باستخدام الأسلحة النارية بعد إطلاق النار على مدرسة ساندي هوك الابتدائية. تخرجت في عام 2017 من مدرسة باي بورت بلو بوينت الثانوية في باي بورت، نيويورك،  حيث قابلت براين كريستوفر لوندري. من سبتمبر 2017 إلى يناير 2019، عاشت في كارولينا بيتش بولاية نورث كارولينا، وعملت مضيفة في مطعم في ويلمنجتون بولاية نورث كارولينا. تقدمت بطلب إلى كلية كيب فير المجتمعية لكنها لم تحضر.
في مارس 2019، بدأت مواعدة لوندري  وانتقلت للعيش معه ومع والديه في نورث بورت ، فلوريدا. في أواخر عام 2019 وأوائل عام 2020، سافرا من نيويورك إلى كاليفورنيا في رحلة برية في نيسان سينترا، لزيارة بيدفورد ، تكساس؛ بايكس بيك، لاس فيغاس منتزه يوسمايت الوطني؛ بيسمو بيتش ، كاليفورنيا؛ وسانتا مونيكا ، كاليفورنيا. عملت هي ولوندري في متاجر بابليكس في نورث بورت، كانت تعمل فني صيدلة، وعمل لوندري في قسم البقالة لكنهما استقالا في بداية وباء كوفيد 19 . وفي مارس 2020، احتفلت بعيد ميلادها الحادي والعشرين في نوكوميس، فلوريدا. زارت هي ولوندري سوب كريك في يونيو 2020 وخطبا في يوليو 2020. في ديسمبر 2020، اشترت شاحنة فورد ترانزيت كونكت موديل 2012 وحولتها إلى شاحنة تخييم لتقوم برحلتهم التالية عبر البلاد. ثم عملت 50 ساعة في الأسبوع في تاكو بيل  وعملت أيضًا خبيرة تغذية، بينما عمل لوندري في حانة عصير عضوية. وثقت بيتيتو حياتها وأسفارها على مواقع التواصل الاجتماعي بما في ذلك يوتيوب وإنستغرام، حيث وصفت اهتماماتها بأنها «الفن واليوغا والخضار».

## الاختفاء

### رحلة برية

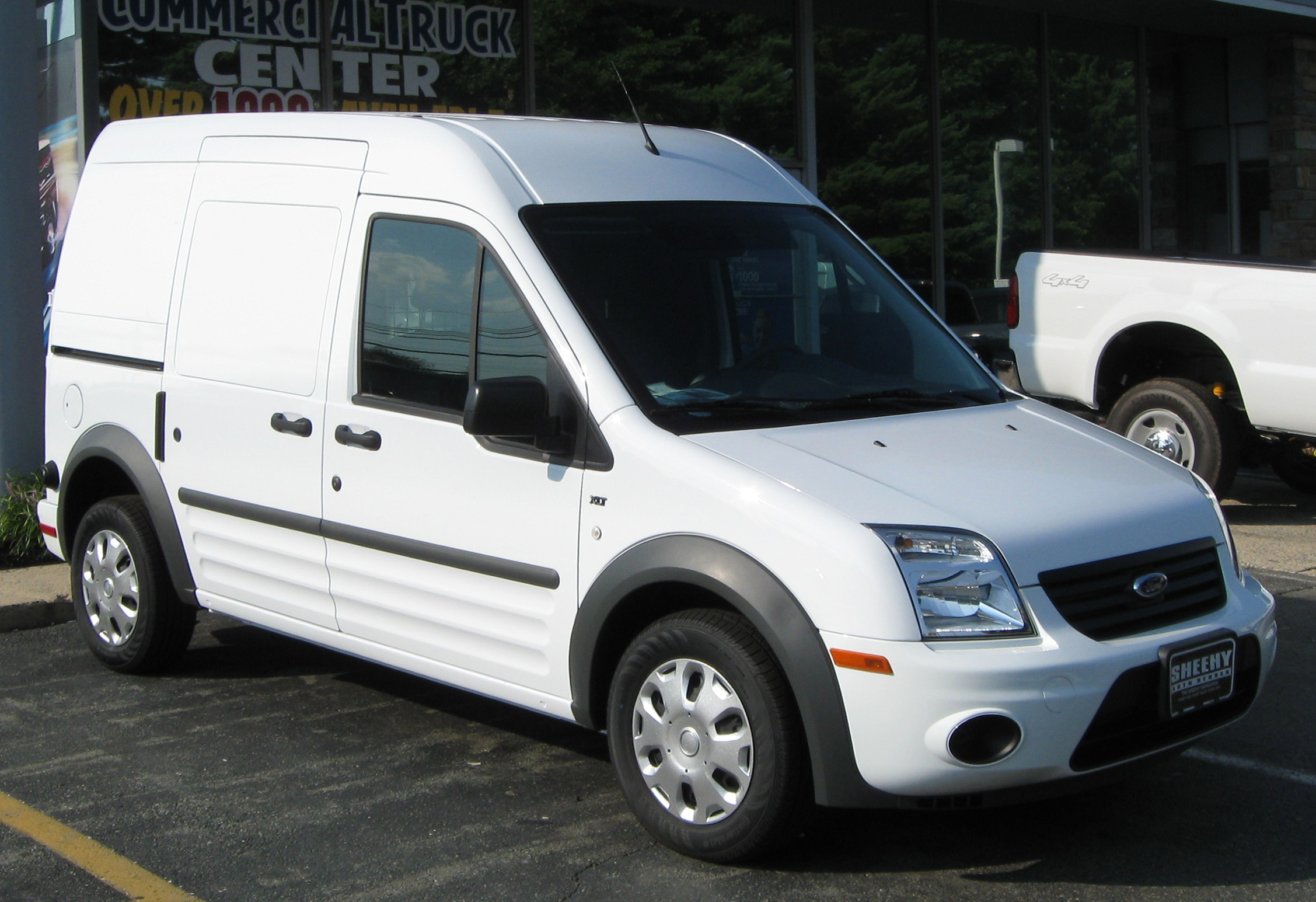
كانت بيتيتو ولاندري يسافران في شاحنة فورد ترانزيت كونكت بيضاء مشابهة لتلك المصورة هنا.

في 17 يونيو 2021، كانت بيتيتو ولوندري في بلو بوينت، نيويورك، لحضور حفل تخرج شقيق بيتيتو. من هناك، في 2 يوليو 2021، غادرا في شاحنة فورد ترانزيت في رحلة عبر البلاد. في ذلك الشهر، زارا نصب الصخرة ومتنزه جريت ساند ديونز الوطنية ومنتزه صهيون الوطني ومنتزه برايس كانيون الوطني والينابيع الجوفية الساخنة وحديقة كانيونلاندز الوطنية.

### واقعة عنف منزلي
في 12 أغسطس 2021، اتصل أحد الشهود بخط الطوارئ 9-1-1 زاعمًا أن زوجين، عُرِفا لاحقًا باسم لوندري وبيتيتو، كانا يتقاتلان أمام جمعية زهرة القمر التعاونية في موآب ، يوتا. وقال المتصل أنهم رأوا رجلاً يصفع امرأة، وبعد أن ركض الاثنان صعودًا وهبوطًا على الرصيف، ضرب الرجل المرأة مرة أخرى ثم انطلق بالسيارة.
ووصف شاهد آخر الحادث في بيان للشرطة قائلا إن بيتيتو ولوندري كانا يتحدثان «بشراسة» وأن بيتيتو «كانت تلكمه في ذراعه». قال الشاهد إنه يبدو أن لوندري كان تحاول مغادرة بيتيتو وتأخذ هاتفها معه قبل أن تصعد بيتيتو في النهاية إلى مقعد السائق، وتنتقل إلى مقعد الراكب، وتسأله «لماذا أنت لئيم هكذا؟» ثم انطلقا بالسيارة.
حددت الشرطة السيارة بالقرب من مدخل حديقة الأقواس الوطنية وأوقفت حركة المرور. وجدوا بيتيتو تبكي بشدة في مقعد الراكب حيث تحدثت مع الضباط، ووجدت اللقطات على كاميرات رجال الشرطة
نعم، أعاني في بعض الأيام من اضطراب الوسواس القهري. كنت فقط أقوم بأعمال التنظيف والترتيب، هناك. . . كنت أعتذر له قائلة، «أنا آسفة لأني لئيمة،» لأنني أحيانًا أعاني من الوسواس القهري وأشعر بالإحباط حقًا. لا أعني أني لئيمة معه. أنا فقط أشعر، أنا فقط، أشعر أني في مزاج سيء. وكنت أقول فقط أنا آسف إذا كنت في حالة مزاجية سيئة. أنا فقط. . . كان لدي الكثير من العمل الذي كنت أقوم به على جهاز الكمبيوتر هذا الصباح. . . . وقد تركت وظيفتي الآن للسفر عبر البلاد وأحاول إنشاء مدونة. لدي مدونة. لذلك كنت أقوم بإنشاء موقع ويب. لقد كنت متوترة حقًا، وهو لا يعتقد حقًا أنه يمكنني القيام بأي من ذلك، لذلك، كنا نتجادل طوال الصباح ولم يسمح لي بركوب السيارة من قبل.
استهانت بيتيتو في البداية من المشاجرة الجسدية، ولكن بعد أن أشار الضابط إلى علامات على ذراعها ووجهها وطلب منها «تصدق القول»، أخبرته أن لوندري «ظل يطلب مني أن أصمت» و «أمسك بوجهي»، وأظهرت للضابط جرحًا كانت قد أصيبت به، وقالت أنه مجرد حرق.

قال لوندري للضابط:
قلت دعينا نأخذ قسطًا من الراحة ولا نذهب إلى أي مكان، ونهدأ لدقيقة، فقد كانت منفعلة للغاية. ثم حصلت على هاتفها وكانت تحاول أخذ المفاتيح مني. كنت أحاول فقط، أعلم أنه ليس من المفترض دفعها. كنت أحاول فقط دفعها للذهاب قليلًا، فلنبدأ قليلًا ونرى ما سيحدث لقد استفزتني بهاتفها.
قالت بيتيتو للضابط إنها ضربت لوندري أولاً، وطلبت منه الا فصلهما.

وكتب الضباط في التقرير:
لم تتوقف غابرييل في أي وقت خلال التحقيق عن البكاء أو التنفس بصعوبة أو قول جملة دون مسح دموعها أو مسح أنفها أو فرك ركبتيها بيديها. . . حاول الذكر أن يضع عذرًا للتباعد من خلال إخبار غابي أن تمشي لتهدأ. . . لم ترغب في الانفصال عن الذكر وبدأت في صفعه. أمسك بوجهها ودفعها إلى الخلف وهي تضغط عليه وعلى الشاحنة.
لم ترغب بيتيتو ولا لوندري في توجيه اتهامات نتيجة للحادث، الذي وصفته الشرطة بأنه انتهاك للصحة العقلية/العاطفية بدلاً من العنف المنزلي. فصلت الشرطة الزوجين، لقضاء لوندري ليلة في موتيل بوين في موآب،  ولبيتيتو البقاء في الشاحنة.
بعد اهتمام واسع بالقضية، تلقى قسم شرطة مدينة موآب انتقادات بسبب تعاملهم مع الحادثة. تقوم الوكالة حاليًا بالتحقيق فيما إذا كان ضباطها قد تعاملوا مع القضية وفقا لسياسات الإدارة أم لا، في حين أن رئيس الشرطة أخذ إجازة وسط التحقيق.

### آخر الأنشطة المبلغ عنها والدلائل

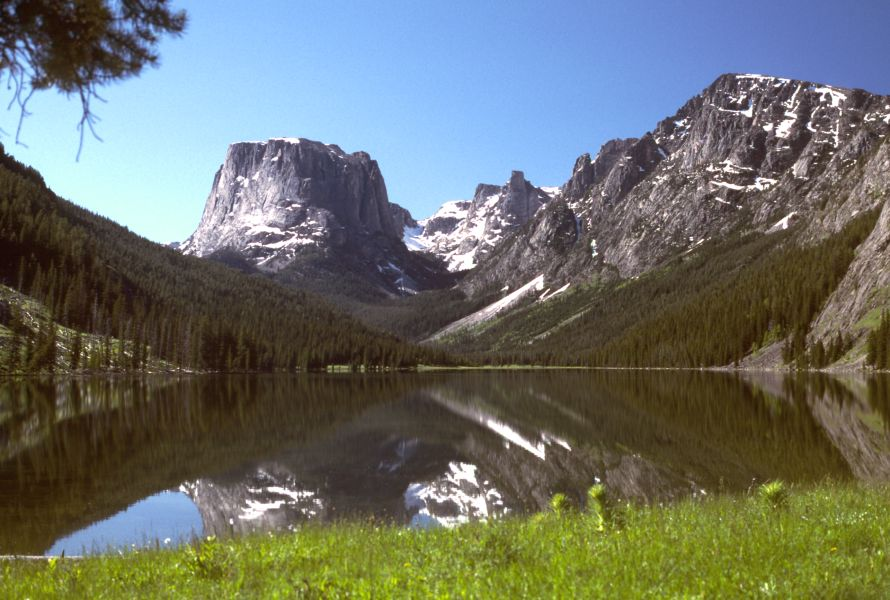
غابة بريدجر-تيتون الوطنية

في 17 أغسطس، استقل لوندري رحلة من سولت ليك سيتي إلى تامبا ، فلوريدا، تاركة بيتيتو لنفسها. أقام بيتيتو عدة أيام في فندق فيرفيلد إن آند سويتس بالقرب من مطار سولت ليك سيتي الدولي، وفقًا لما ذكره طاقم العمل، حيث سل المغادرة في 24 أغسطس. وأوضح محامي عائلة لوندري لاحقًا أن لوندري قام بالرحلة «للحصول على بعض العناصر وإفراغ وحدة التخزين وإغلاقها لتوفير المال لتفكيرهم في تمديد الرحلة البرية». عاد في 23 أغسطس لينضم إلى بيتيتو ويواصلا الرحلة.
قالت والدة بيتيتو إنها تحدثت إلى ابنتها آخر مرة في 25 أغسطس وأن بيتيتو أخبرتها أنهم يسافرون من ولاية يوتا إلى منتزهات غراند تيتون ويلوستون الوطنية. في 25 أغسطس، نشر المنشور الأخير على حساب بيتيتو الأنستغرام، والذي يحوي صور لنفسها التقطت أمام لوحة جدارية على شكل فراشة خارج مطعم في Ogden ، يوتا.
- ادعت إحدى الشهود أنه في 27 أغسطس بين الساعة 1:00 ظهرًا والساعة 2:00 ظهرًا، شاهدت لوندري وبتيتو معًا في Merry Piglets ، وهو مطعم Tex-Mex في جاكسون هول، وايومنغ. وفقًا للشاهدة، تشاجر لوندري مع المدير والنادلة والمضيفة، على ما يبدو حول المال، وكان «عدوانيًا». قالت الشاهدة إنها رأت فيما بعد بيتيتو تعود إلى المطعم وهي تبكي وتعتذر عن سلوك لوندري. أكد موظفو المطعم عبر أنستغرام أن بيتيتو ولوندري كانا بالفعل في المطعم.[29][30]

- نشر مشغلو قناة على يوتيوب لقطات من كاميرا مراقبة من 27 أغسطس، [31] تظهر شاحنة بيضاء تطابق وصف السيارة التي كان يستقلها بيتيتو ولوندري. كان الفيديو من منطقة من منطقة التخييم المنتشرة في غابة بريدجر تيتون الوطنية (في43°46′18″N 110°29′16″W / 43.77167°N 110.48778°W) في وايومنغ بالقرب من حديقة غراند تيتون الوطنية. كان مهتمًا بلوحة ترخيص الشاحنة البيضاء لزميله المتنقل من فلوريدا. قال أحد الشهود إنهم رأوا الشاحنة حوالي الساعة 6:00 مساءً ورأوها مرة أخرى عندما عادوا إلى المنطقة في وقت لاحق من تلك الليلة.[32]

- قالت شاهدة أخرى إنها أبلغت مكتب التحقيقات الفيدرالي بالأنشطة والإحداثيات الدقيقة لسيارة بيضاء بطيئة الحركة ورجل أبيض "عام" يتصرف بغرابة "بالقرب من منطقة التخييم المنتشرة في غابة بريدجر تيتون الوطنية في منتزهات غراند تيتون الوطنية. في 26 و 27 أغسطس وربما 28. نشرت مقطع فيديو على تيك توك مع ملاحظاتها. وبحسب الشاهدة، قال أحد عملاء مكتب التحقيقات الفيدرالي إن روايتها ساعدتهم على العثور على الجثة، "أبلغتنا بالمكان الصحيح".[33]

- ادعت امرأة في مقطع فيديو على تيك توك أنه في 29 أغسطس، أنها أقلت هي وصديقها لوندري بالسيارة من منطقة بالقرب من قرية كولتر باي، بعد رؤيته يطلب توصيلة بمفرده.[34] قالت عندما علم لوندري أنهم ذاهبون إلى جاكسون هول بدلاً من جاكسون ، وايومنغ، «شعر بالخوف»، وطلب أن تتوقف السيارة ونزل في الساعة 6:09 مساءً بالقرب من سد جاكسون ليك، بعد أقل من 30 دقيقة من ركوبه معهما. التقط. كما وجدت أنه من «الغريب» عرض لوندري 200 دولار أمريكي مقابل 10 ميل (16 كـم) ولم يبد شكله متسخًا جدًا، على الرغم من ادعائه أنه كان يخيم منذ أيام[35][36]

- ذكرت شاهدة آخرى أنها أقلت لوندري، والذي كان يطلب توصيلة بالسيارة، من منطقة سد جاكسون في الساعة 6:20 أو 6:30 مساءً في 29 أغسطس. لقد أوصلته إلى مدخل منطقة التخييم المنتشرة. عرض نقودًا على الوقود مقابل الرحلة التي استغرقت 20 دقيقة، لكنه لم يرغب في توصيله إلى أي مكان أبعد من مدخل المخيم، الذي كان على بعد عدة أميال من الشاحنة. وبحسب الشاهدة، تصرف لوندري «بقلق» بشأن الخروج من السيارة قبل أن تقترب من موقع المخيم.[37][38]

كما استمر إرسال الرسائل النصية من هاتف بيتيتو إلى والدتها حتى 30 أغسطس، على الرغم من الشكوك من أن تلك الرسائل ربما لم تكن غابي من أرسلتها بنفسها.. في 27 أغسطس، أرسلت رسالة نصية من هاتف بيتيتو إلى والدتها تقول «هل يمكنك مساعدة ستان، أستمر في تلقي رسائل البريد الصوتي والمكالمات الفائتة». أثارت الرسالة مخاوف والدة بيتيتو، التي قالت إن ستان هو جد غابي وأنها لم تشر إليه باسمه الأول. وكانت الرسالة الأخيرة التي أُرسلت في 30 أغسطس / آب تقول «لا توجد خدمة في يوسمايت». أعربت والدتها عن عدم اليقين بشأن من أرسل هذه الرسائل.
في 1 سبتمبر 2021، عاد لوندري بمفرده إلى منزل والديه في نورث بورت، فلوريدا، في الشاحنة البيضاء التي كانا يسافران فيها هو وبيتيتو. في 6 و 7 سبتمبر 2021، ذهب لوندري ووالديه للتخييم في فورت دي سوتو بارك في مقاطعة بينيلاس ، فلوريدا.

## تحقيق

### أبلغ عن فقدان بيتيتو ولوندري
حيث أنها لم تسمع من ابنتها منذ أواخر أغسطس، قدمت والدة بيتيتو بلاغًا عن فقدانها.
في 15 سبتمبر، أصبح لاندري مشتبهًا به. وعين والداه محامٍ، وبناءً على نصيحته، التزما الصمت، رافضين التحدث إلى أي شخص حول القضية. في 16 سبتمبر، قال رئيس شرطة نورث بورت، تود جاريسون، للصحفيين إنهم يعرفون مكان لوندري. في 17 سبتمبر، أبلغ والدا لوندري أنه مفقود بعد أن لم يروه منذ 13 سبتمبر. كشف الشرطة لاحقًا أن العناصر التي كانت تراقب المنزل اعتقدت أنهم رأوا لوندري يعود إلى المنزل في 15 سبتمبر، لكنهم علموا لاحقًا أنهم خلطوا بينه وبين والدته.
صادرت الشرطة الشاحنة، بعد الحصول على مذكرة تفتيش، وصادرت أيضًا محرك أقراص ثابت خارجي، وسيارة فورد موستانج من منزل عائلة لوندري.

### اكتشاف رفات بيتيتو
في 19 سبتمبر 2021، عُثر على بقايا بشرية مطابقة لأوصاف بيتيتو في منطقة التخييم المنتشرة في غابة بريدجر تيتون في منتزهات غراند تيتون الوطنية، ولم تكن بعيدة عن المكان الذي شوهدت فيه السيارة سابقًا. أكدت هويتها وخلص تشريح الجثة إلى أن طريقة الوفاة كانت القتل خنقًا.حدث ذلك قبل ثلاثة إلى أربعة أسابيع من العثور على الجثة.

### البحث عن لوندري واكتشاف الرفات
في 23 سبتمبر، أصدرت محكمة مقاطعة وايومنغ الأمريكية مذكرة توقيف بحق لوندري بسبب استخدامه غير المصرح به لبطاقة ائتمان شخص آخر للحصول على 1000 دولار أمريكي أو أكثر بين 30 أغسطس و 1 سبتمبر. أخذ مكتب التحقيقات الفيدرالي مواد لمطابقة الحمض النووي للوندري من منزله.
في 5 أكتوبر، وفي مقابلة مع ABC News ، شجعت أخت لوندري على تسليم نفسه للسلطات.
في 7 أكتوبر، انضم والد لوندري إلى المحققين في البحث في كارلتون ريزيرف . قام مكتب التحقيقات الفيدرالي والشرطة ووالدا لوندري بالبحث عن لوندري في المناطق التي اعتاد أن يتردد عليها في محمية ومتنزه مياكاتشي كريك البيئي المجاور. في 20 أكتوبر، عُثر على بقايا هيكل عظمي لـلوندري، والتي أكدها الطب الشرعي للأسنان، وعُثر على بعض متعلقاته في الحديقة في منطقة كانت مغمورة تحت المياه بسبب الفيضانات. لا يمكن تحديد سبب وفاته من خلال تشريح الجثة، وسلمت رفاته إلى عالم أنثروبولوجيا لمزيد من الفحص.

## زيادة التغطية الإعلامية واهتمام العامة

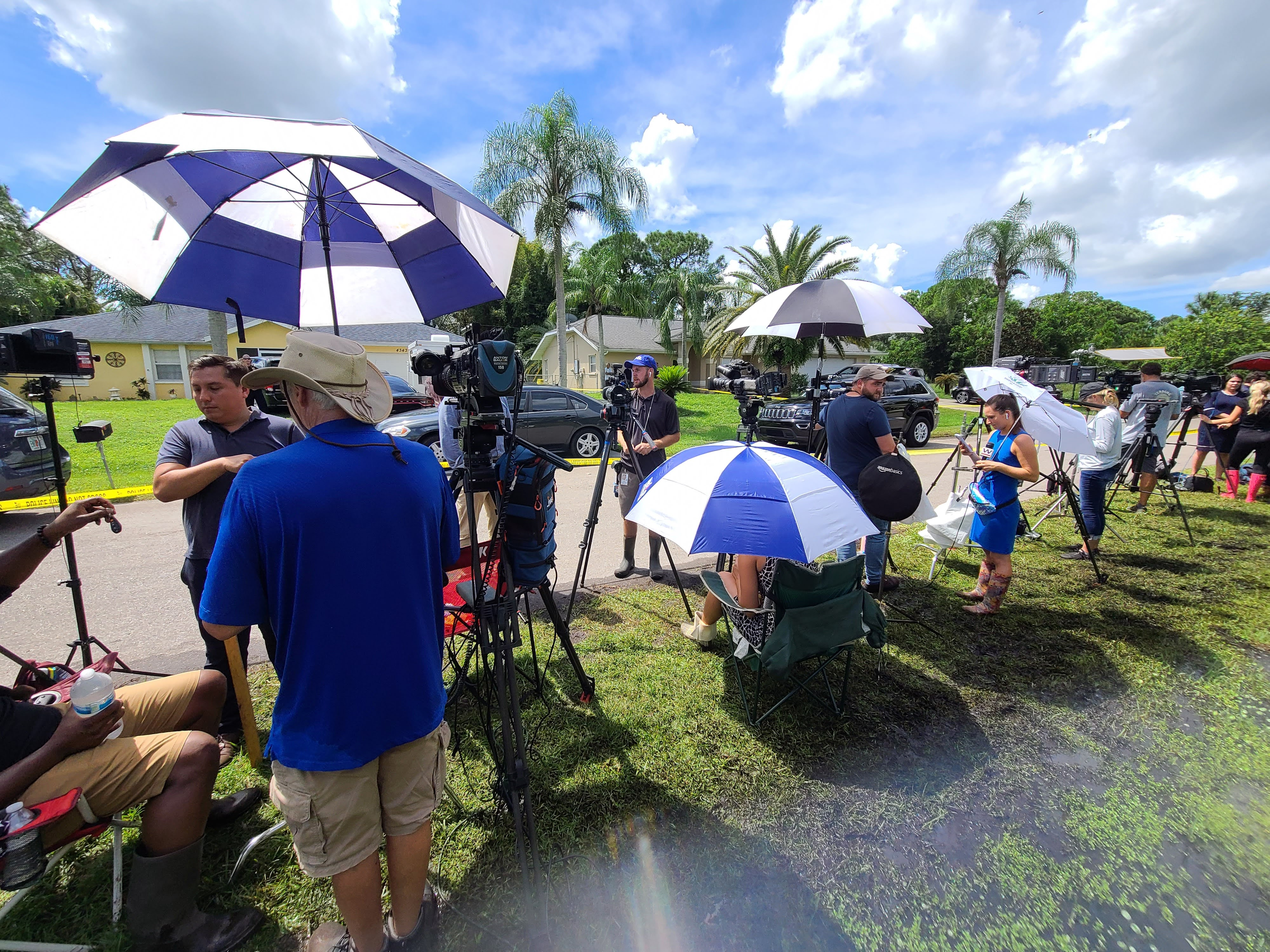
وسائل الإعلام خارج منزل عائلة لوندري في نورث بورت، فلوريدا، في 20 سبتمبر 2021

أثارت القضية اهتمامًا عامًا وتغطية أكبر للأخبار ووسائل التواصل الاجتماعي أكثر من أي قضية اختفاء وجرائم قتل أخرى. يعزى هذا الاهتمام الزائد بالقضية إلى عدة عوامل منها: رفض لوندري ووالديه التعليق على وضع بيتيتو؛  المحتوى الكبير على وسائل التواصل الاجتماعي التي توثق أسلوب حياتهم؛  لقطات الفيديو من موآب، يوتا، توقف حركة المرور؛ المقاطع الصوتية لمكالمة الطوارئ 9-1-1 ؛  ولقطات الفيديو التي نشرها الشهود والتي أتاحت كثيرًا من الأدلة للعامة. فكرة أن اوفكرة أن الزوجين ما زالا شابين وجذابين في رحلة رومانسية بائت بالفشل
 إضافة إلى حوادث العنف الأسري في علاقتهم، والاهتمام المتزايد بالرحلات عبر البلاد في الشاحنات المعدلة إلى مساكن خلال وباء-كوفيد-19،  إضافة إلى الاهتمام المتزايد ببرامج الجريمة الواقعية في التلفاز والمدونات الصوتية خلال العقد السابق.

وشمول القضية مشاركة العامة من الشهود وآخرين نشروا آرائهم ونظرياتهم على وسائل التواصل،  واحتجاجات خارج منزل عائلة لوندري مطالبة بإجابات  وقفة احتجاجية على ضوء الشموع لبيتيتو في مسقط رأسها،  ، والتبرعات لمؤسسة غابي بيتيتو التي أنشأها زوج أم بيتيتو ووالدتها لدعم عمليات البحث عن الأشخاص المفقودين الآخرين أدى الاهتمام المتزايد بالبحث عن لوندري وبيتيتو إلى اكتشاف خمس جثث لأشخاص مفقودين آخرين. وفي حين أن بعض المنشورات على وسائل التواصل الاجتماعي فيما يتعلق بالقضية كانت مفيدة في التحقيق، فقد وصفت العديد منها بأنها غير مراعية أو غير مفيدة أو مربحة ويدفعها نشر الفضائح أو التضليل الكامل 
أشير إلى التغطية الإعلامية الكبيرة للقضية بين بعض المعلقين كمثال على متلازمة المرأة البيضاء المفقودة، أو التركيز المفرط على الأخبار حول الأفراد على أساس العرق أو الجنس أو العمر أو المظهر. عند مقارنة قضية بيتيتو بقضايا أخرى، أشارت العديد من القنوات إلى النقص النسبي في اهتمام وسائل الإعلام تجاه ما يقرب من 710 من السكان الأصليين أبلغ عن فقدهم في وايومنغ بين عامي 2011 و 2020